# Carl-Schultze-Theater
Das Carl-Schultze-Theater war ein Hamburger Theater.

## Geschichte
Ursprünglich war es nur ein Gartenlokal mit Sommerbühne, das den Namen „Joachimsthal“ trug, es lag in der Langenreihe (heute Reeperbahn) von St. Pauli unmittelbar an der Grenze zur Nachbarstadt Altona. Im Jahre 1858 pachtete Carl Schultze zusammen mit einem Compagnon das Lokal, erweiterte und verschönerte es. Bald war er Alleinbesitzer, ließ ein Dach über der allen Witterungseinflüssen offenen Spielstätte errichten und führte sie unter wechselnden Namen. („St. Pauli Tivoli und Volksgarten“, „St. Pauli Tivoli-Theater“ und von 1863 an „Carl Schultzes Sommertheater, früher St. Pauli Tivoli-Theater“.) Nachdem durch einen Neubau auch Wintervorstellungen möglich geworden waren, lautet von 1865 an der offizielle Name „Carl Schultze’s Theater“.

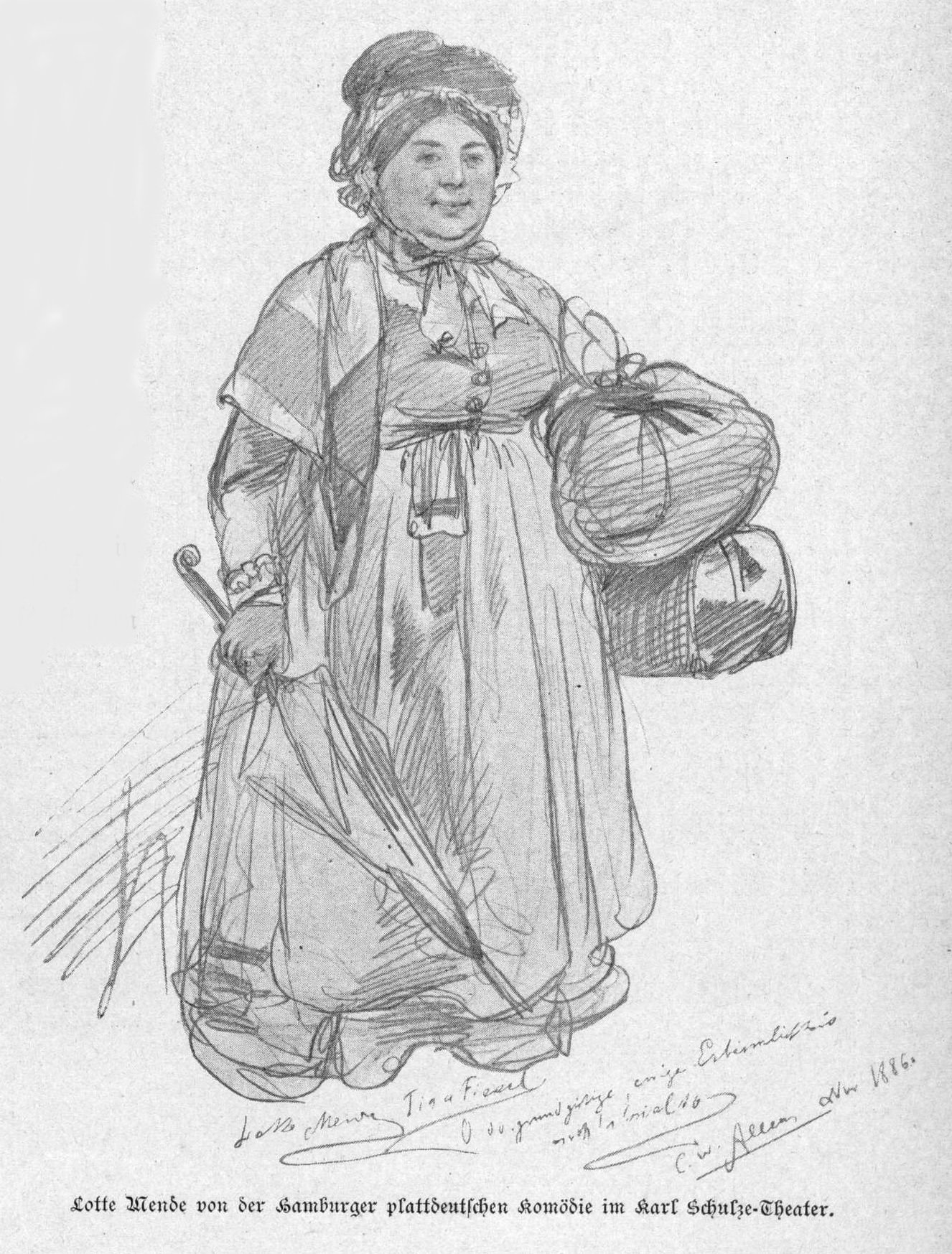
„Lotte Mende von der Hamburger plattdeutschen Komödie im Karl Schulze-Theater“

In der ersten Direktionszeit Carl Schultzes (1860–1874) erlebten die plattdeutsche Komödie und das Hamburger Volksstück eine Blütezeit an seinem Theater. Besonderen Erfolg hatten Parodien auf Stücke, die in den Hamburger Theatern gespielt wurden. Meyerbeers Oper Dinorah fand 1860 ihr Gegenstück in Johann Peter Lysers Linorah oder die Wallfahrt nach der Ölmühle. In Louis Schöbels Faust und Margarethe wurde Gounods Oper Margarethe parodiert. Julius Stinde hat unter dem Pseudonym David Hersch zur parodistischen Gattung eine Wagner-Parodie beigesteuert: Lohengrün oder Elsche von Veerlann. Schultze selbst trat als Schauspieler in plattdeutschen Rollen auf und hatte in den genannten Stücken triumphale Erfolge als „Klas Melkmann“ und als der Reitendiener „Deuwel“, der die alte Ordnung gegen Faust, einen Barbiergesellen, verteidigt, der für die Gewerbefreiheit eintritt. Mit ihm spielten Heinrich Kinder, Lotte Mende, Arnold Mansfeldt, Johanna Schatz, Louis Schindler, Louis Mende u. a.
Besonders erfolgreich war das Theater mit Stindes Dialektstück Hamburger Leiden, das auf Gastspielreisen in ganz Deutschland gespielt wurde.
1885 löste sich das plattdeutsche Ensemble des Carl-Schultze-Theaters auf. Karl Theodor Gaedertz schrieb darüber: „Jetzt ist die plattdeutsche Komödie verschwunden aus der Bühnenwelt! Die kleine Schaar der Darsteller wurde nach ihren Berliner Triumphen noch einige Zeit von ihrem Leiter zusammengehalten, und hier und dort errang sie neue Lorbeeren; dann löste sich das Band, und das unvergleichliche Ensemble fiel auseinander. Damit schwand eine starke Hoffnung für die Freunde und Verehrer der Sassensprache.“ Lotte Mende ging an das Residenztheater nach Berlin, Heinrich Kinder wurde am Hamburger Stadttheater engagiert. Carl Schultze gab die Direktion seines Theaters in andere Hände, fortan wurden dort hochdeutsche Operetten aufgeführt.
Ab 1885 wurden im Schwerpunkt Operetten aufgeführt. Von 1888 bis 1900 wurde das Haus vom Operntenor José Ferenczy geführt. Das Theater galt bis 1904 als eine der besten Operettenbühnen und erlebte bis 1920 viele erfolgreiche Vorstellungen. Von 1908 bis 1920 stand das Theater unter der Direktion von Herman Haller. 1931 wurde das Haus in ein Kino umgewandelt und kurz danach geschlossen.

## Intendanten (Auswahl)
- 1874–1876: Felix Hesse[1]
- 1870er: Julius Fritzsche[2]